# Heilo (motorfiets)
Heilo is een historisch Duits merk van motorfietsen.
De bedrijfsnaam was: Motorradfabrik Heilbrunn & Co., Neurenberg
Heilo produceerde motorfietsen met eigen 348cc-tweetaktmotoren, maar experimenteerde ook met compressormodellen.
De productie begon in 1924 gelijk met de "motorboom" die ervoor zorgde dat honderden kleine Duitse motorfietsproducenten ontstonden. Verreweg de meesten stopten in 1925 weer en dat gebeurde ook met het merk Heilo.